# Edmonton Drillers
Edmonton Drillers is een voormalige Canadese voetbalclub uit Edmonton. De club werd opgericht in 1979 en opgeheven in 1982. De thuiswedstrijden werden gespeeld in het Commonwealth Stadium, dat plaats biedt aan 42.500 toeschouwers. De clubkleuren waren rood-wit.

## Gewonnen prijzen
- NASL indoor-competitie
  - Winnaar (1): 1981

## Bekende spelers
- Hans Kraay jr. (1979)
- Jan Endeman (1979)
- Jan Goossens (1979–1982)
- Dwight Lodeweges (1979–1982)
- Ron Klinkenberg (1979-81)
- Pertti Alaja (1980–1981)
- André Oostrom (1980–1982)
- Rob Ouwehand (1979)
- Lex Schoenmaker (1980)
- Henk Ten Cate (1980)